# Ochthebius hyblaemajoris
Ochthebius hyblaemajoris är en skalbaggsart som beskrevs av Ferro 1986. Ochthebius hyblaemajoris ingår i släktet Ochthebius och familjen vattenbrynsbaggar. Inga underarter finns listade i Catalogue of Life.